# دریانوردی (فیلم ۲۰۲۱)
دریانوردی (انگلیسی: Seaspiracy) فیلم مستندی به کارگردانی علی تبریزی، مستندساز بریتانیایی، است که به تأثیرات صنعت ماهیگیری بر محیط زیست می‌پردازد. این مستند در مارس ۲۰۲۱ از نتفلیکس پخش شد.
صحت علمی چندین اظهار مطرح‌شده در این مستند از سوی چندین دانشمند شیلات و حافظان دریایی زیر سؤال رفته‌است. بی‌بی‌سی نیوز، نیوزویک و ریدیو تایمز هر کدام مقاله‌ای از راستی‌آزمایی در مورد این مستند منتشر کرده‌اند.